# Beach City (Teksas)
Beach City je grad u američkoj saveznoj državi Teksas. Prema popisu stanovništva iz 2010. u njemu je živjelo 2.198 stanovnika.